# روبن كراسنيكي
روبن كراسنيكي (بالألمانية: Robin Krasniqi)‏ مواليد 1 أبريل 1987 في جمهورية يوغوسلافيا الاشتراكية الاتحادية، هو ملاكم محترف ألماني.

## إحصائيات
خاض خلال مسيرته 55 نزالا، فاز في 49 وخسر في 6. فاز بالضربة القاضية في 17 نزالا.

## وصلات خارجية
- روبن كراسنيكي على موقع بوكس ريك (الإنجليزية) (registration required)

- الموقع الرسمي